# Dějiny a současnost
Dějiny a současnost je odborně popularizační historický časopis. Po obnovení v roce 1990 vycházel do roku 2004 jako dvouměsíčník, následně od roku 2005 jako měsíčník.

## Stručná historie
Časopis vznikl roku 1959 v nakladatelství Orbis, v roce 1965 zásahem ideologického dozoru změněno zaměření časopisu i autorský kolektiv a v časopisu se přestaly objevovat témata a názory nelibě viděné ideologickým oddělením KSČ. V březnu/dubnu 1968 se do časopisu vrátili někdejší autoři a zveřejnili v něm mj. tři roky starou historii cenzurního zásahu. V roce 1969 bylo vydávání časopisu jako jedné z tribun "pražského jara" zastaveno. 
Historická komise Občanského fóra obnovila vydávání časopisu v roce 1990, v Nakladatelství Lidové noviny vycházel 1990–1999, 2000 založen vydavatelský subjekt Občanské sdružení pro podporu historické literatury a časopisu Dějiny a současnost, časopis ovšem dál vychází v produkci NLN, s. r. o. – Nakladatelství Lidové noviny; NLN se následně stalo jeho jediným vydavatelem. Od svého obnovení v roce 1990 vycházel časopis šestkrát ročně a od roku 2005 vychází jako měsíčník, od roku 2013 vychází 10 čísel ročně (nevychází přes léto – v červenci a srpnu).
Zkratka klíčového názvu DaS. Populární je i dvojznačná zkratka ĎaS, s níž operují sami autoři a redaktoři.

## Struktura a organizace
Od roku 2002 má každé číslo hlavní téma, jemuž je věnována většinou série 2 až 5 článků. Časopis zahrnuje i netematické články, rozhovory a stálé rubriky či seriály, aktuálně např. Ďasovský kompas, Historik/Historička na cestách, Z pokladů knihoven, Mincovní regál, Dějiny do uší či Auditorium... Autoři a autorky nepopisují "jen" dějinné události, ale polemikami vstupují do veřejného prostoru (public history). Časopis se systematicky věnuje i  reflexím odborné historické literatury vycházející především v českém jazyce (případně cizojazyčné literatuře o českých zemích); rubrika Na nočním stolku reflektuje vybrané tituly z literatury na pomezí dějin a současnosti.